# 신경 (범주론)
범주론에서 신경(神經, 영어: nerve)은 작은 범주로부터 구성되는 단체 집합이다.

## 정의
신경은 작은 범주 · 함자 · 자연 변환의 2-범주 {\displaystyle \operatorname {Cat} }에서 단체 집합 · 단체 집합 사상 · 단체 집합 호모토피의 2-범주 {\displaystyle \operatorname {sSet} }로 가는 함자이다.
{\displaystyle \operatorname {nerve} \colon \operatorname {Cat} \to \operatorname {sSet} }
즉, 신경 함자는 다음과 같은 대응을 정의한다.
- 작은 범주 → 단체 집합
- 작은 범주 사이의 함자 → 단체 집합 사이의 사상
- 작은 범주 사이의 두 함자 사이의 자연 변환 → 단체 집합 사이의 두 사상 사이의 호모토피

단체 집합의 2-범주에서 위상 공간의 2-범주로 가는 기하학적 실현 함자
{\displaystyle |-|\colon \operatorname {sSet} \to \operatorname {Top} }
또한 존재한다. 신경과 기하학적 실현을 합성한 함자를 분류 공간(영어: classifying space) 함자라고 한다.
{\displaystyle |\operatorname {nerve} (-)|\colon \operatorname {Cat} \to \operatorname {Top} }
신경은 추상적으로 간단히 정의할 수 있으며, 추상적 정의를 구체적으로 길게 풀어서 정의할 수도 있다.

### 추상적 정의
작은 범주 {\displaystyle {\mathcal {C}}}가 주어졌다고 하자. 단체 범주 {\displaystyle \triangle }은 유한 전순서 집합과 순서 보존 함수의 범주이다. 모든 전순서 집합은 (보다 일반적으로, 모든 부분 순서 집합은) 가는(영어: thin) 작은 범주로 생각할 수 있다.
함자 {\displaystyle \operatorname {nerve} {\mathcal {C}}\colon \triangle ^{\operatorname {op} }\to \operatorname {Set} }를 다음과 같이, 전순서 집합에서 {\displaystyle {\mathcal {C}}}로 가는 함자들의 집합으로 정의하자.
{\displaystyle \operatorname {nerve} {\mathcal {C}}\colon n\mapsto \hom _{\operatorname {Cat} }(n,{\mathcal {C}})}
이러한 꼴의 함자는 단체 집합이라고 한다. 단체 집합 {\displaystyle \operatorname {nerve} {\mathcal {C}}}를 {\displaystyle {\mathcal {C}}}의 신경이라고 한다. 정의에 따라, 신경은 작은 범주의 범주에서 단체 집합의 범주로 가는 함자
{\displaystyle \operatorname {B} \colon \operatorname {Cat} \to \operatorname {sSet} }
를 이룬다.

### 구체적 정의
신경의 추상적인 정의는 구체적으로 다음과 같이 풀어 쓸 수 있다.
작은 범주 {\displaystyle {\mathcal {C}}}가 주어졌다고 하자. 그렇다면, 각 자연수 {\displaystyle n\in \mathbb {N} }에 대하여 집합 {\displaystyle \Delta _{n}}을 다음과 같은, 합성이 가능한 {\displaystyle {\mathcal {C}}}-사상들의 열
{\displaystyle X_{0}{\xrightarrow {f_{1}}}X_{1}{\xrightarrow {f_{2}}}X_{2}\to \cdots \to X_{n-1}{\xrightarrow {f_{n}}}X_{n}}
들의 집합이라고 하자. (특히, {\displaystyle \Delta _{0}}은 단순히 {\displaystyle {\mathcal {C}}}의 대상의 집합이며, {\displaystyle \Delta _{1}}은 단순히 {\displaystyle {\mathcal {C}}}의 사상의 집합이다.)
또한, 각 양의 정수 {\displaystyle n\in \mathbb {Z} ^{+}} 및 자연수 {\displaystyle 0\leq i\leq n}에 대하여 함수 {\displaystyle \partial _{n}^{i}}를 다음과 같이, {\displaystyle i}번째 대상을 생략하는 함수로 정의하자.
{\displaystyle \partial _{n}^{i}\colon \Delta _{n}\to \Delta _{n-1}}
{\displaystyle \partial _{n}^{i}\colon (X_{0}{\xrightarrow {f_{1}}}X_{1}\to \cdots \to X_{n-1}{\xrightarrow {f_{n}}}X_{n})\mapsto (X_{0}{\xrightarrow {f_{1}}}X_{1}\to \cdots \to X_{i-1}{\xrightarrow {f_{i+1}\circ f_{i}}}X_{i+1}\to \cdots \to X_{n-1}{\xrightarrow {f_{n}}}X_{n})}
{\displaystyle \partial _{n}^{0}\colon (X_{0}{\xrightarrow {f_{1}}}X_{1}\to \cdots \to X_{n-1}{\xrightarrow {f_{n}}}X_{n})\mapsto (X_{1}\to \cdots \to X_{n-1}{\xrightarrow {f_{n}}}X_{n})}
{\displaystyle \partial _{n}^{n}\colon (X_{0}{\xrightarrow {f_{1}}}X_{1}\to \cdots \to X_{n-1}{\xrightarrow {f_{n}}}X_{n})\mapsto (X_{0}{\xrightarrow {f_{1}}}X_{1}\to \cdots \to X_{n-1})}
또한, 각 자연수 {\displaystyle n\in \mathbb {N} } 및 자연수 {\displaystyle 0\leq i\leq n}에 대하여 함수 {\displaystyle s_{n}^{i}}를 다음과 같이, {\displaystyle i}번째 대상을 반복하며 그 사이에 항등 사상을 삽입하는 함수로 정의하자.
{\displaystyle s_{n}^{i}\colon \Delta _{n}\to \Delta _{n+1}}
{\displaystyle s_{n}^{i}\colon (X_{0}{\xrightarrow {f_{1}}}X_{1}\to \cdots \to X_{n-1}{\xrightarrow {f_{n}}}X_{n})\mapsto (X_{0}{\xrightarrow {f_{1}}}X_{1}\to \cdots \to X_{i}{\xrightarrow {\operatorname {id} _{X_{i}}}}X_{i}\to \cdots \to X_{n-1}{\xrightarrow {f_{n}}}X_{n})}
그렇다면 {\displaystyle (\Delta _{n},\partial _{n}^{i},s_{n}^{i})_{n,i}}는 단체 집합을 이룬다. 이를 작은 범주 {\displaystyle {\mathcal {C}}}의 신경 {\displaystyle \operatorname {nerve} {\mathcal {C}}}이라고 한다.

## 성질
신경 함자 {\displaystyle \operatorname {nerve} \colon \operatorname {Cat} \to \operatorname {sSet} }는 충실충만한 함자이다.
단체 집합 {\displaystyle S}에 대하여, 다음 두 조건이 서로 동치이다.
- {\displaystyle \operatorname {nerve} {\mathcal {C}}\cong S}인 작은 범주 {\displaystyle {\mathcal {C}}}가 존재한다.
- 끝 대상으로 가는 유일한 사상 {\displaystyle S\to 1}은 모든 내부 뿔 포함 사상 {\displaystyle \wedge _{n}^{i}\hookrightarrow \triangle _{n}} ({\displaystyle n\in \mathbb {Z} ^{+}}, {\displaystyle 0<i<n})에 대하여 오른쪽 유일 올림 성질을 만족시킨다.

단체 집합 {\displaystyle S}에 대하여, 다음 두 조건이 서로 동치이다.
- {\displaystyle \operatorname {nerve} {\mathcal {G}}\cong S}인 준군 {\displaystyle {\mathcal {G}}}가 존재한다.
- 끝 대상으로 가는 유일한 사상 {\displaystyle S\to 1}은 모든 뿔 포함 사상 {\displaystyle \wedge _{n}^{i}\hookrightarrow \triangle _{n}} ({\displaystyle n\in \mathbb {Z} ^{+}}, {\displaystyle 0\leq i\leq n})에 대하여 오른쪽 유일 올림 성질을 만족시킨다.

작은 범주 {\displaystyle {\mathcal {C}}}에 대하여 다음 세 조건이 서로 동치이다.
- {\displaystyle {\mathcal {C}}}는 준군이다.
- {\displaystyle \operatorname {nerve} {\mathcal {C}}}는 칸 복합체이다. 즉, 끝 대상으로 가는 유일한 사상 {\displaystyle \operatorname {nerve} {\mathcal {C}}\to 1}은 모든 뿔 포함 사상 {\displaystyle \wedge _{n}^{i}\hookrightarrow \triangle _{n}} ({\displaystyle n\in \mathbb {Z} ^{+}}, {\displaystyle 0\leq i\leq n})에 대하여 오른쪽 올림 성질을 만족시킨다.
- 끝 대상으로 가는 유일한 사상 {\displaystyle \operatorname {nerve} {\mathcal {C}}\to 1}은 모든 뿔 포함 사상 {\displaystyle \wedge _{n}^{i}\hookrightarrow \triangle _{n}} ({\displaystyle n\in \mathbb {Z} ^{+}}, {\displaystyle 0\leq i\leq n})에 대하여 오른쪽 유일 올림 성질을 만족시킨다.

위상 공간 {\displaystyle X}에 대하여 다음 두 조건이 서로 동치이다.
- {\displaystyle X\cong |S|}인 단체 집합 {\displaystyle S}가 존재한다.
- {\displaystyle X\cong |\operatorname {nerve} {\mathcal {C}}|}인 작은 범주 {\displaystyle {\mathcal {C}}}가 존재한다.

## 예
이산 위상을 부여한 군 {\displaystyle G}의 분류 공간 {\displaystyle \operatorname {B} G}를 정의할 수 있다.
군 {\displaystyle G}는 하나의 대상만을 갖는 작은 범주로 여길 수 있다. 그렇다면, 범주로서 {\displaystyle G}의 분류 공간은 이산 위상군으로서의 분류 공간과 호모토피 동치이다.